# Samana acutata
Samana acutata är en fjärilsart som beskrevs av Butler 1877. Samana acutata ingår i släktet Samana och familjen mätare. Inga underarter finns listade.